# Philereme hastedonensis
Philereme hastedonensis är en fjärilsart som beskrevs av Lambert-Joseph-Louis Lambillion 1903. Philereme hastedonensis ingår i släktet Philereme och familjen mätare. Inga underarter finns listade i Catalogue of Life.